# Slotje De Blauwe Camer
(Slotje) De Blauwe Camer is een van de vijf slotjes in Oosterhout, in de Nederlandse provincie Noord-Brabant. In het kasteel is kloostergemeenschap Sint-Catharinadal gevestigd. Het kasteel is een rijksmonument en maakt deel uit van De Heilige Driehoek. De eerste bronvermelding dateert uit 1497.

## Naam
Het is onzeker waarvan de naam afkomstig is. De naam zou mogelijk te herleiden zijn tot de blauwe leien op het dak. Andere bronnen verwijzen naar een blauw wandkleed in een van de kamers (in 1920 verkocht).

## Geschiedenis
Het kasteeltje is gebouwd omstreeks 1400 door Claes de Voocht Peters Schaertszoon om vervolgens in 1412 verkocht te worden aan Herberen van Emmichoven (kleinzoon van Willem van Duivenvoorde). In 1420 werd het verkocht aan de Johannieters. Deze bouwden het kasteel verder uit, onder meer door het bouwen van de toren rond 1450 en het aanbrengen van een verdieping. Daarnaast werden diverse gronden aangekocht. Eind vijftiende eeuw vertrekken de Johannieters.
In de periode 1544 - 1546 werd aan de achterkant een zaal gebouwd door de toenmalige eigenaar Claes Vierling (griffier van de Nassause rekenkamer). Het kasteel wisselde regelmatig van eigenaar. Andere bezitters uit de zestiende eeuw:
- Thomas Gramaye 1555
- Daniël Henrici van Doerne (Oosterhoutse pastoor), rond 1588
- Andries van den Kieboom, tot 1593
- Jasper van Kinschot 1593 (telg van het geslacht Van Kinschot)

Op 23 februari 1645 kwam de Blauwe Camer in het bezit van de zusters Norbertinessen van Sint-Catharinadal. Hun proost Balthasar Cruyt had dit kasteel gekocht van Adriaan Verelst (schout van Alfen, Baarle en Chaam). De zusters lieten in het voorjaar van 1647 aan het kasteel een kloostercomplex bouwen. Wouter en Arnoud Wouter Liefmans (timmermannen) en Roeland van der Haegen (metselaar uit Breda) bouwden een klooster met vier vleugels en een kloostergang. Het kasteel zelf werd het verblijf van de proost. 15 juni 1647 verhuisde de eerst zes nonnen. Oktober van hetzelfde jaar volgde de overige 16 nonnen. Behalve een akker en boomgaard bezat de grond rondom het kasteel een begraafplaats en een groenten- en kruidentuin. Het kasteel was omringd door een gracht.
Bij zijn aantreden in 1760 trof Proost Van Amersfoort het klooster vervallen aan. Hierop breekt een periode aan waarin het klooster wordt opgeknapt en uitgebreid. De benodigde stenen voor de bouw werden gemaakt in twee steenovens in de boomgaard die werden aangelegd in augustus 1762 en 1763. Drie vijvers werden aangelegd om de zusters te voorzien van vis. Een waterput werd geslagen zodat de brouwerij van het klooster kon worden voorzien van water. In die tijd was het gebruikelijk overleden zusters te begraven in het kloostergebouw. De lichamen werden echter te ondiep begraven waardoor er een onaangename geur in het gebouw hing. Daarnaast was er risico op ongelukken door instortende graven. Van Amersfoort besluit hierop de graven te verplaatsen naar het pandhof.
In 1816 werd op het complex een kapel gebouwd. Inwijding op 2 maart 1818.
Begin negentiende eeuw gaven de zusters les aan arme meisjes. 1826 werd een nieuw schooltje gebouwd met twee lokalen. Het gebouw bleef als school in gebruik tot 1858, waarna het andere bestemmingen kreeg. Het gebouw is nog steeds aanwezig op het complex.
De gebouwen zijn meerdere keren verbouwd en aangepast. Zo is de kapel in 1903 en 1966 herbouwd. Verder vond een restauratie aan het complex plaats in de periode 1955 - 1959.

## Gebouw
Het kasteel bestaat uit een uit rood baksteen opgetrokken gebouw, afwerkt met bergsteen. Er is een traptoren aanwezig met vierzijdige spits bedekt met leien. Op de top een windvaan. In het metselwerk zijn verscheidene metselaarstekens aangebracht (andreaskruis, ruit- en hartpatronen) . Bij de ingang zit een schietgat en een medaillon met heraldische elementen. Delen van het gebouw, zoals de trapgeveltjes, zijn gebouwd in laat-gotische renaissance stijl. Het klooster bezit kruiskozijnen en tweelichtvensters. Binnen de kloostergang is een pandhof. Het poortgebouw dateert uit begin van negentiende eeuw. Het complex is voorzien van grachten.

## Galerij

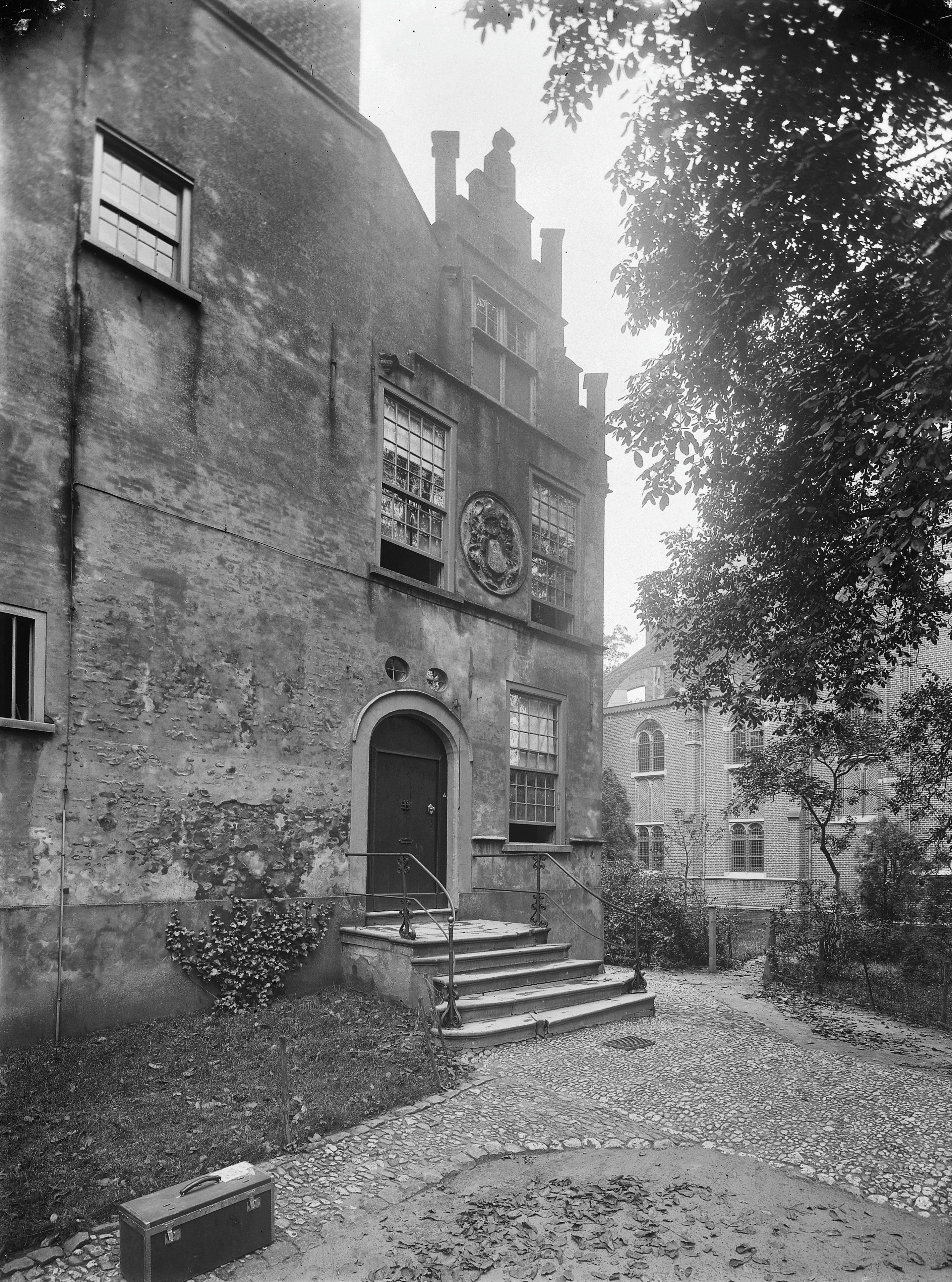
Voorgevel met trapgevel en medaillon
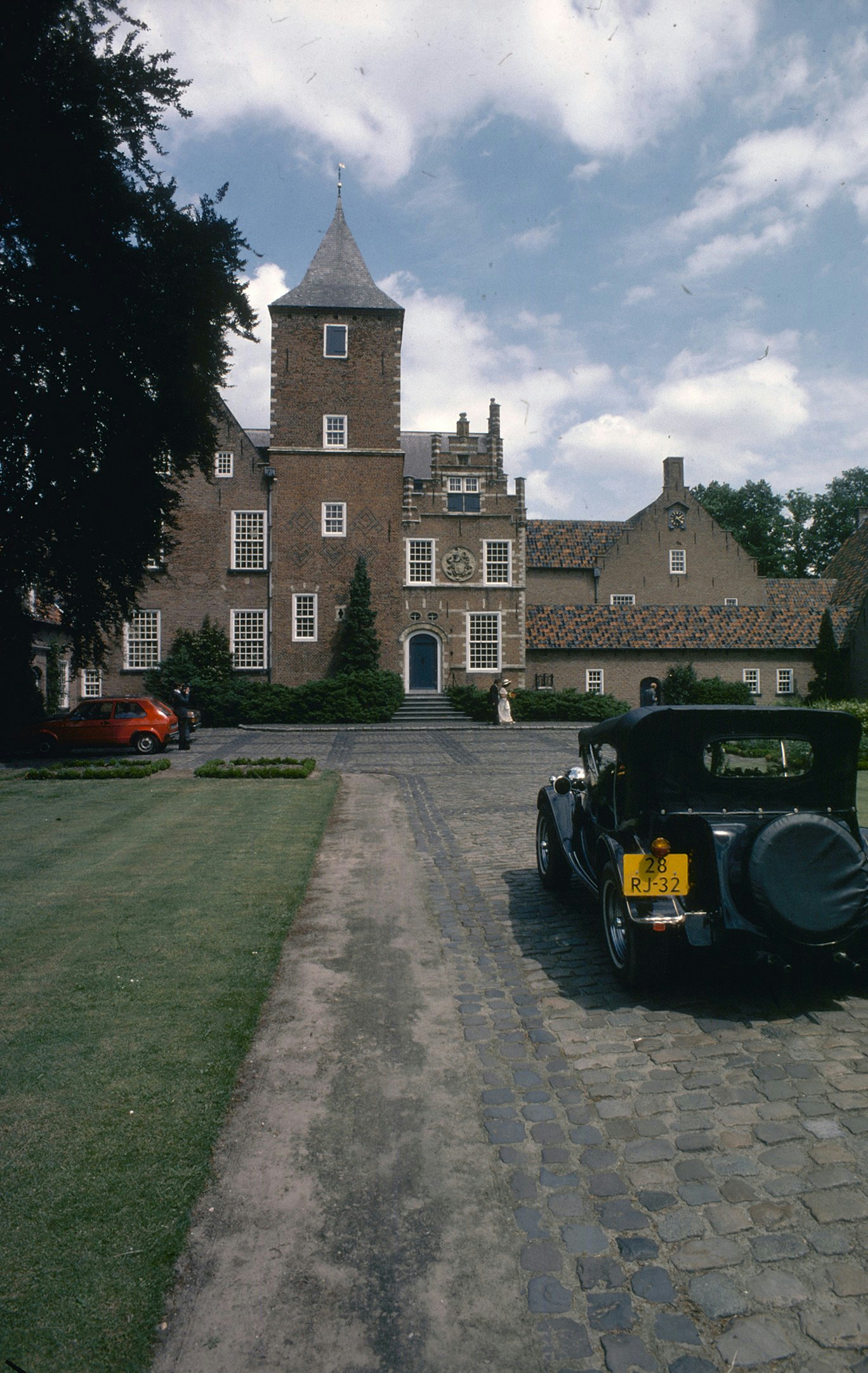
Exterieur Klooster
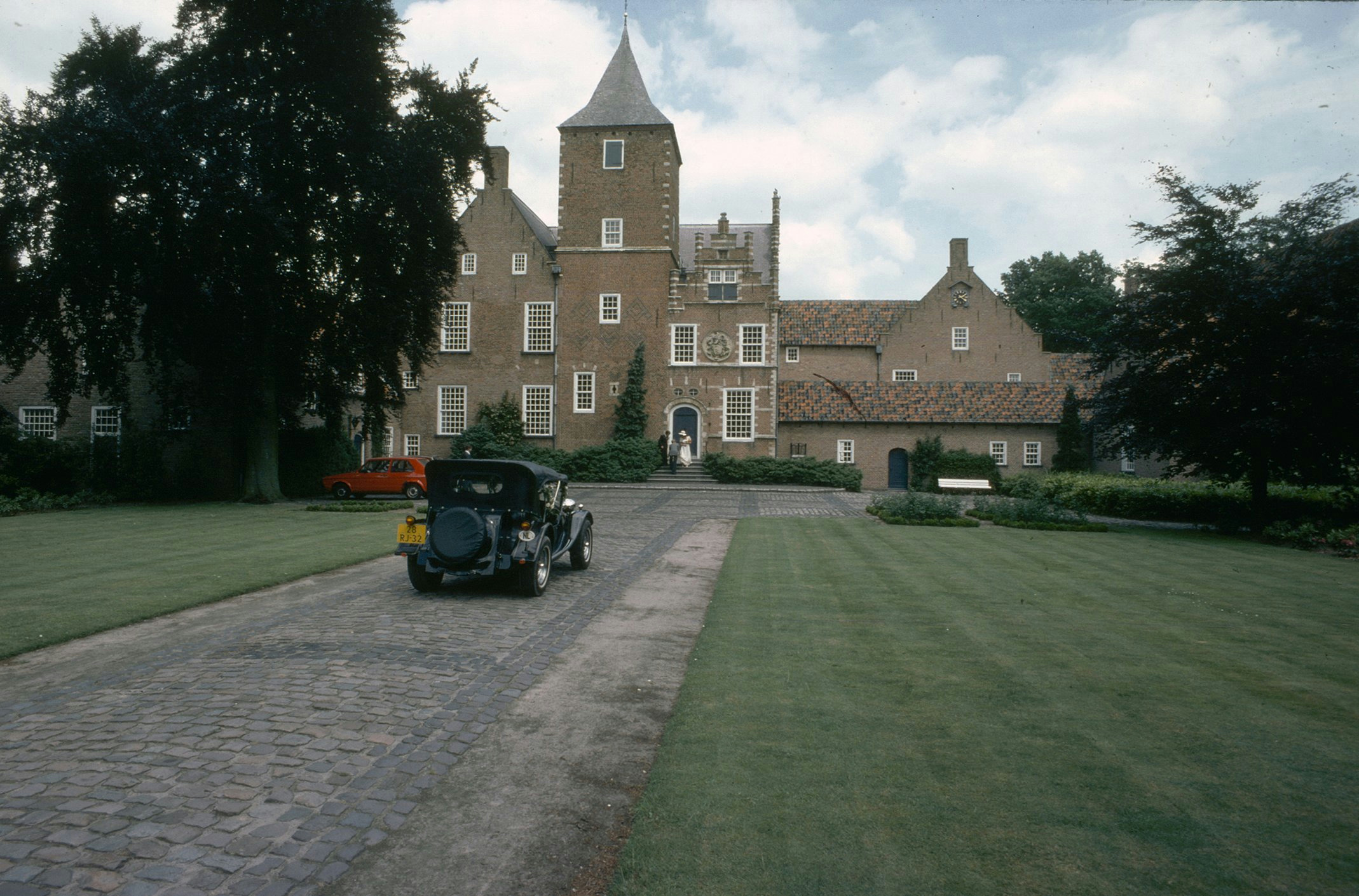
Exterieur Klooster
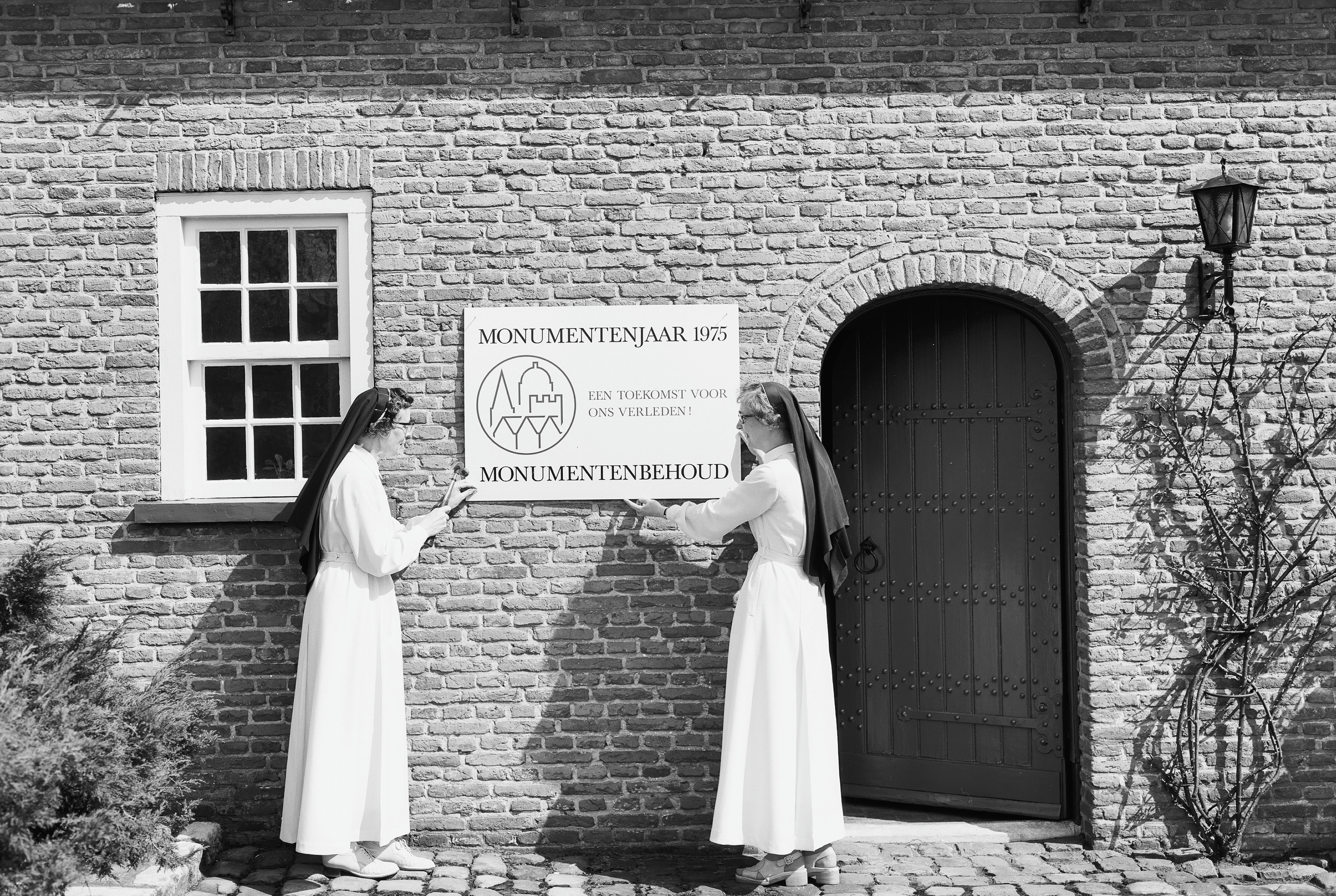
Kloosterzusters